# 드롬주의 아롱디스망
드롬의 아롱디스망은 총 3개가 있다.

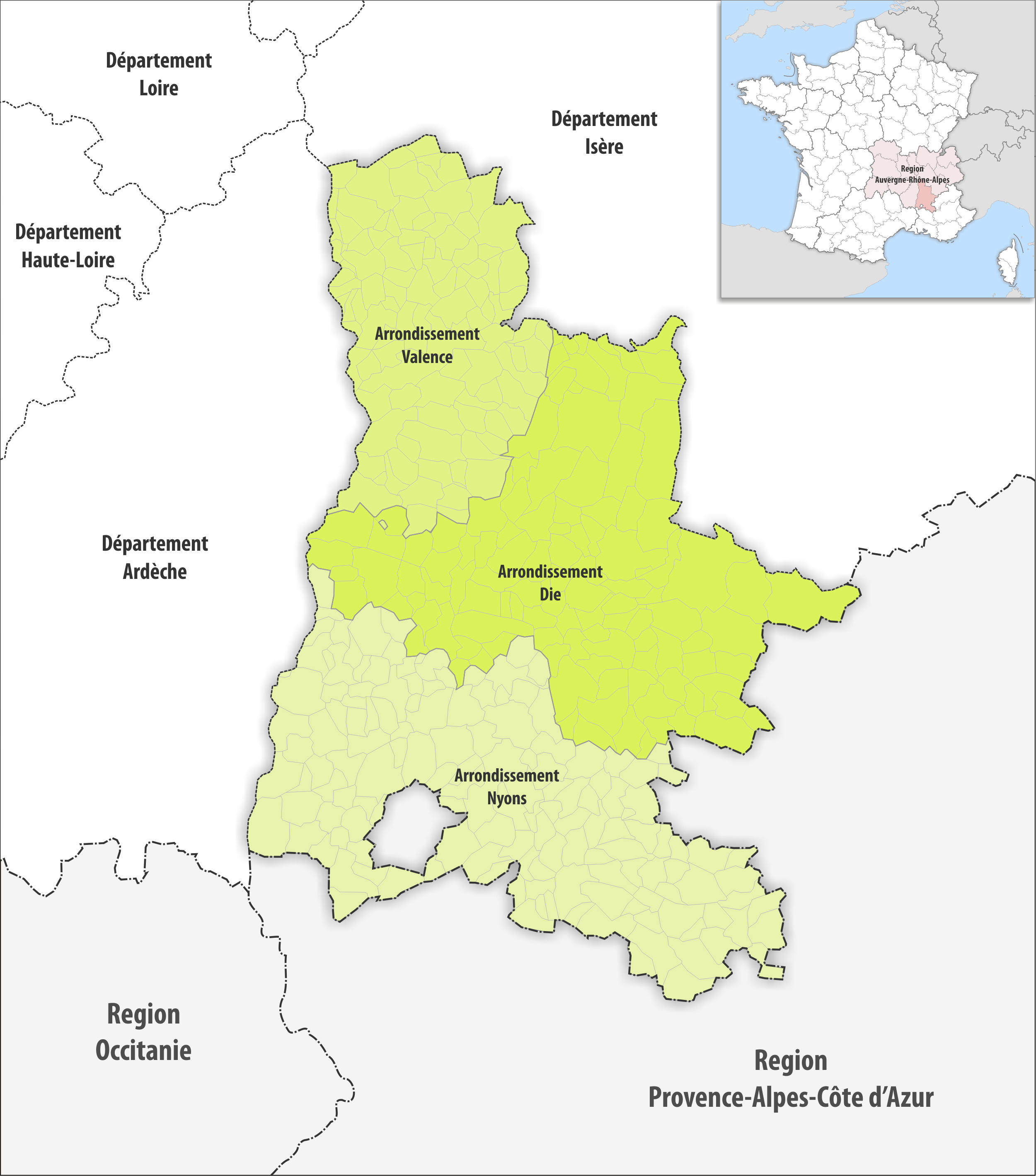
드롬주의 아롱디스망

- 디 아롱디스망 (Die, 준주도 : 디)은 113개의 코뮌이 속해 있다.
- 니옹 아롱디스망 (Nyons, 준주도 : 니옹)은 149개의 코뮌이 속해 있다.
- 발랑스 아롱디스망 (Valence, 드롬의 주도 : 발랑스)은 102개의 코뮌이 속해 있다.

## 역사
- 1790년: 드롬 데파르트망 신설, 7개 디스트리크 설치 -  뷔, 크레스트, 디, 몽텔리마, 오랑주, 로망, 발랑스. 이후 뷔 디스트리크가 니옹 디스트리크로 개칭.
- 1792년: 아비뇽의 교황령 관할구역이던 콩타브네생이 드롬주 관할로 귀속, 카팡트라 디스트리크 신설
- 1793년: 카팡트라가 보클뤼즈주로 넘어감
- 1800년: 4개 아롱디스망 설치 - 디, 몽텔리마, 니옹, 발랑스
- 1926년: 몽텔리마 아롱디스망 폐지
- 2006년: 발랑스 아롱디스망에 속해있던 디욀르피 캉통, 마르산 캉통, 몽텔리마 제1캉통, 몽텔리마 제2캉통이 니옹 아롱디스망 관할로 이전
- 2015년 3월: 2014년 캉통 개편으로 한 아롱디스망 내에만 있던 캉통들이 여러 아롱디스망에 걸쳐 존재할 수 있게 됨
- 2017년: 아롱디스망 경계 조정